# NGC 5728
NGC 5728 is een spiraalvormig sterrenstelsel in het sterrenbeeld Weegschaal. Het hemelobject werd op 7 mei 1787 ontdekt door de Duits-Britse astronoom William Herschel.

## Synoniemen
- MCG -3-37-5
- IRAS 14396-1702
- PGC 52521